# Championnats d'Afrique de tir à l'arc 2016
Navigation
Édition précédente Édition suivante
Les championnats d'Afrique de tir à l'arc 2016, 11e édition des championnats d'Afrique de tir à l'arc, ont lieu du 28 au 31 janvier 2016 à Windhoek, en Namibie.

## Résultats

### Classique
| Épreuves          | Or                                                                    | Argent                                                       | Bronze                                                 |
| ----------------- | --------------------------------------------------------------------- | ------------------------------------------------------------ | ------------------------------------------------------ |
| Individuel hommes | Ahmed El-Nemr Égypte                                                  | Hady Elkholosy Égypte                                        | Terence van Moerkerken Afrique du Sud                  |
| Individuel femmes | Shehzana Anwar Kenya                                                  | Reem Mansour Égypte                                          | Hania Fouda Égypte                                     |
| Par équipe hommes | Afrique du Sud Vivien de Klerk Marco Di Matteo Terence van Moerkerken | Égypte Hady Elkholosy Ahmed El-Nemr Aly Mohammed Amin        | Maroc Ismail Elalaoui Mohamed Jelloun Mohamed Bouchane |
| Par équipe femmes | Égypte Hania Fouda Amira Mansour Reem Mansour                         | Afrique du Sud Sandra Prinsloo Karen Hultzer Yolandi van Dyk | Algérie Amina Rezig Yasmine Tikarouchine Sarah Bouhaha |
| Par équipe mixte  | Côte d'Ivoire Carla Frangilli René Philippe Kouassi                   | Égypte Hania Fouda Hady Elkholosy                            | Afrique du Sud Sandra Prinsloo Vivien de Klerk         |

### À poulie
| Épreuves          | Or                                                         | Argent                                                 | Bronze                                                |
| ----------------- | ---------------------------------------------------------- | ------------------------------------------------------ | ----------------------------------------------------- |
| Individuel hommes | Francois Marais Namibie                                    | Riaan Crowther Afrique du Sud                          | Patrick Roux Afrique du Sud                           |
| Individuel femmes | Hala Elgibily Égypte                                       | Beanta Viviers Namibie                                 | Nancy Elgibily Égypte                                 |
| Par équipe hommes | Afrique du Sud Patrick Roux Seppie Cilliers Riaan Crowther | Namibie Fancois Marais Louw Nel Ben van Wyk            | Égypte Ahmed Fakhry Khaled Elsaid Ahmed Alaa Helal    |
| Par équipe femmes | Égypte Nancy Elgibily Hala Elgibily Hana Taha              | Afrique du Sud Lizeth de Wet Lizl Kuschke Lilian Brink | Namibie Elisabeth Taljaard Ilana Malan Beanta Viviers |
| Par équipe mixte  | Afrique du Sud Lizeth de Wet Patrick Roux                  | Égypte Nancy Elgibily Ahmed Fakhry                     | Namibie Elisabeth Taljaard Fancois Marais             |